# Karateke
Karateke ist ein Dorf im Landkreis Honaz der türkischen Provinz Denizli. Karateke liegt etwa 14 km östlich der Provinzhauptstadt Denizli und 4 km westlich von Honaz. Karateke hatte laut der letzten Volkszählung 1.200 Einwohner (Stand Ende Dezember 2010).